# 三圃式農業
三圃式農業（さんぽしきのうぎょう、英語: three field system）とは、輪作の形態の1つであり、農地を3つに区分してローテーションを組んで使用し続ける農法である。3つの区分の中の1つを休耕地にして、さらに、その休耕地を放牧地として利用する方法により、農作物栽培に伴う地力の低下を防止する。三圃制農業とも呼ばれる。中世にヨーロッパで普及し、その後の時代に登場した、混合農業に発展する農法である。

## 農法
三圃式農業では、まず農地を冬穀・夏穀・休耕地の3つに区分して、この3つをローテーションを組んで使用してゆく農法である。冬穀の畑では、秋蒔きのコムギ・ライムギなどを栽培する。夏穀の畑では、春蒔きのオオムギ・エンバク・豆類などを栽培する。農地の地力低下を防ぐために休耕地にした畑では、当然ながら耕作は行わず、さらに、地力の回復させる手助けとして、家畜を放牧し、家畜の排泄物を肥料として利用した。

## 歴史
アルプス山脈以北のガリア・ゲルマニアがローマ帝国の支配下に入ると、その影響で当時の地中海世界で主流であった二圃式農業が北ヨーロッパで広まった。二圃式農業とは、簡単に言えば、地中海性気候の夏は乾燥するのに対して、冬に降雨が多いという気候条件下で、コムギの冬作と休耕を繰り返す農法である。しかし、北ヨーロッパの気候は、西岸海洋性気候と全く違う。西岸海洋性気候の地域では、高緯度の割には冬でもあまり低温になり難いという点では、冬作が可能であるものの、1年中降雨が安定して発生するため、気温の高さも利用できる夏にも耕作を行い易い。ただし、だからと言って、休耕を無くせば、地力が低下して、農作物の栽培に支障を来たすと経験的に知られていた。そこで、西岸海洋性気候に適した三圃式農業が代わって行われるようになった。三圃式農業は重量有輪犂と共に普及したため、農地の開放耕地化が進み、食糧の収穫量の向上に伴う人口増加を引き起こした。
ただし実態は、収穫後の土地を相互に放牧地として利用し合う開放耕地制と、播種時期の差による収穫のばらつきを避けるために、耕作地をバラバラに配置する混合地制が併用する物であった。これを円滑に実施するためには、土地利用の複雑なコントロールが必要となり、領主権力増大に影響したとも言われる。
ところが、三圃式農業には、飼料が不足する冬季に家畜を飼い続ける事が困難という欠点が有った。そこで、18世紀頃より、飼料用の根菜植物として、カブの栽培を導入した輪栽式農業が主流となった。これを農業革命と称する。